# Fülöppita
La fülöppita és un mineral de la classe dels sulfurs que pertany al grup de la plagionita. Rep el nom pel doctor Bela Fülöpp, (1863-1938) advocat, estadista i col·leccionista de minerals hongarès i patró al Museu Nacional Hongarès, que va enviar el mineral per a la seva descripció.

## Característiques
La fülöppita és una sulfosal de fórmula química Pb₃Sb₈S15. Cristal·litza en el sistema monoclínic. La seva duresa a l'escala de Mohs és 2,5.
Segons la classificació de Nickel-Strunz, la fülöppita pertany a «02.HC: Sulfosals de l'arquetip SnS, amb només Pb» juntament amb els següents minerals: argentobaumhauerita, baumhauerita, chabourneïta, dufrenoysita, guettardita, liveingita, parapierrotita, pierrotita, rathita, sartorita, twinnita, veenita, marumoïta, dalnegroïta, heteromorfita, plagionita, rayita, semseyita, boulangerita, falkmanita, plumosita, robinsonita, moëloïta, dadsonita, owyheeïta, zoubekita i parasterryita.

## Formació i jaciments
Va ser descoberta al mont Dealul Crucii, a Baia Mare (Maramureș, Romania). També ha estat descrita a diversos punts d'Europa, Àsia i Amèrica.